# Lobocleta tricuspida
Lobocleta tricuspida là một loài bướm đêm trong họ Geometridae.